# Torrone gelato
Il torrone gelato (turruni gilatu in dialetto locale ed in lingua siciliana) è un dolce caratteristico del reggino, e più in particolare di Reggio e Bagnara, nonché della città e della provincia di Messina. Esso non va confuso con il torrone di Bagnara, che è una specialità differente.

## Descrizione
A dispetto del nome, non è un gelato, bensì una sorta di torrone molto morbido, costituito da un impasto di essenze aromatizzate di diversi agrumi, e zucchero fondente a vari colori, a cui vengono aggiunti canditi e mandorle; il tutto viene poi ricoperto da una camicia di cioccolato.
È tradizionalmente legato alle feste natalizie, ma viene prodotto tutto l'anno.

## Preparazione
Amalgamare dello zucchero fondente colorato con essenze aromatizzate (limone, mandarino, cedro, arancia) e acqua, aggiungendo quest'ultima gradualmente, finché l'impasto non diventi facilmente malleabile (finché una goccia fra due dita non resta solida e non oltre). In luogo dell'acqua e delle essenze aromatizzate, si può usare succo di limone.
Aggiungere, quindi:
- mandorle sgusciate, tostate e tritate, in ragione di circa metà del peso dello zucchero fondente utilizzato;
- vaniglia in polvere (una bustina ogni 500 g di zucchero fondente);
- frutta candita a pezzi grossi, in quantità pari a 7/10 del peso dello zucchero fondente (1/10 al cedro e 6/10 arancia, fichi, mandarino, zucca colorata, ciliegie o altro).

Si noti che il fondente serve solo a legare i pezzetti di frutta: il torrone è fatto prevalentemente di questi ultimi.
Molti usano, a questo punto, dividere in due l'impasto e aggiungere del cacao (1/4 del peso dello zucchero fondente) ad una delle due parti.
Amalgamare bene; quindi, stendere ad asciugare per circa un'ora in un recipiente foderato con pellicola per alimenti o sul marmo.
Dare, quindi, al torrone la forma desiderata, tipicamente di mattone o tronchetto. Lasciare riposare all'aria per 12÷24 ore, per far solidificare l'impasto.
A parte, fondere a bagnomaria del cioccolato fondente, in quantità pari al peso dello zucchero fondente usato inizialmente. Quindi, spalmare il cioccolato sulle forme (o sulla forma) di torrone e fare raffreddare al freddo. Infine, guarnire con disegni o scene natalizie.
Si serve tipicamente tagliato a fette e si conserva a temperatura ambiente (per mantenerne inalterata la morbidezza, evitare di riporlo in frigorifero).